# Zatopienie statku Tannenberg
Atak na statek „Tannenberg” – akcja żołnierzy Batalionów Chłopskich i Armii Krajowej, którzy 31 maja 1944 r. zatopili na Wiśle w okolicach Machowa niemiecki statek przewożący żołnierzy niemieckich oraz turkmeńskich z 791 batalionu turkmeńskiego.

## Przygotowania do akcji
Żołnierze IV rejonu obwodu puławskiego Okręgu Lublin BCh pod dowództwem Jana Jabłońskiego Drzazgi w dniu 31 maja 1944 r. byli skoncentrowani w przysiółku Węgrzyniec. Dowódca oddziału dysponował danymi wywiadowczymi o planowanej przez Niemców pacyfikacji Zastowa Polanowskiego. Posiadł je jednak na tyle późno, że nie była możliwa próba powstrzymania działań niemieckich. W chwili rozpoczęcia przez Niemców pacyfikacji, to jest o wczesnych godzinach porannych, znano ich szacunkową liczbę, to jest 140 żołnierzy. W tej sytuacji Jan Jabłoński zawiadomił swoich przełożonych, którzy postanowili o uderzeniu na Niemców przebywających w Zastowie i zarządzili alarmową koncentrację żołnierzy Batalionów Chłopskich w Wilkowie. Powiadomiono również o zaistniałej sytuacji Bolesława Frańczaka ps. „Argil” dowódcę oddziału AK przebywającego w pobliskich lasach i poproszono o wsparcie. Pacyfikacja wsi Zastów Polanowski ograniczyła się, wbrew przypuszczeniom partyzantów, do spalenia jednego gospodarstwa, zgwałcenia kilku kobiet oraz rabunku zwierząt i sprzętów domowych. Wpłynęło to na dowódców BCh, którzy uznali, że lepszym rozwiązaniem niż atak na wroga przebywającego we wsi i posiadającego przewagę liczebną będzie ostrzelanie statku, którym będzie powracał do swej bazy w Chałupkach koło Chotczy. Oddział Jana Jabłońskiego został skierowany na stanowiska nad brzegiem Wisły i miał tam oczekiwać na rozwój wypadków.

## Przebieg akcji
Niemcy i towarzyszący im turkiescy legioniści w sile około 140 ludzi rozpoczęli pacyfikację Zastowa Polanowskiego wczesnym rankiem 31 maja 1944 r. Swoje działania w miejscowości zakończyli około godziny 10:30, kiedy to załadowali się na parowy statek „Tannenberg”, który miał ich przewieźć do ich bazy Chałupki, w której przebywało w tym czasie około 400 żołnierzy niemieckich. Przed statkiem wiozącym Niemców został, dla zmylenia ewentualnego przeciwnika, przepuszczony statek pasażerski. Dystans pomiędzy nimi wynosił około 500 metrów.
Oddział „Drzazgi”, liczący 47 żołnierzy, znalazł się nad Wisłą około godziny 8:00 i zaczął się okopywać i maskować. Do momentu kiedy Niemcy wypłynęli z Zastowa, zarówno pododdziały ubezpieczające mosty na Chodelce od strony Kazimierza Dolnego i Opola, jak i łącznicy ustawieni w promieniu 8 kilometrów od miejsca akcji nie informowali o zbliżaniu się posiłków. Stawiało to oddział znajdujący się nad Wisłą w krytycznym położeniu, gdyż wobec przewagi liczebnej Niemców powodzenie akcji stało pod znakiem zapytania, a przy tym wycofanie się było znacznie utrudnione gdyż musiałoby przebiegać przez odsłonięte tereny nadrzeczne. Dopiero kiedy stanowiska żołnierzy BCh mijał statek pasażerski, otrzymali oni informację, że ponad stuosobowy oddział AK, stanowiący część 15 Pułku Piechoty „Wilków” znajduje się w odległości 3 kilometrów i szybko się zbliża. 
Zbliżający się statek „Tannenberg” lekko zmienił kurs, oddalając się od zarośli, w których ukrywali się Polacy. O godzinie 11:00 partyzanci BCh otworzyli ogień do Niemców, znajdujących się około 100 metrów od ich stanowisk. W tym czasie dotarli na miejsce żołnierze AK, którzy zajęli skrzydła. Statek zatrzymał się i Niemcy odpowiedzieli ogniem, w tym z karabinów maszynowych. Obustronna kanonada trwała ponad godzinę i zakończyła się około godziny 12:15. Niemcy na coraz bardziej pogrążającym się w wodzie statku zaprzestali ostrzału, a Polacy zaczęli wycofywać się z miejsca akcji. Jednak zanim wyruszyli, okolice akcji zostały ostrzelane przez niemiecką artylerię z bazy w Chałupkach.

## Skutki akcji
W wyniku akcji „Tannenberg” został uszkodzony – przestał działać napęd, a statek przechylił się i pogrążył w wodzie, która zakryła pokład. Po podniesieniu z dna i przetransportowaniu do Puław, jednostka została rozmontowana, jako nienadająca się do naprawy. Po stronie niemieckiej zginęło 60 żołnierzy a ponad 50 zostało rannych (podawane są też mniejsze straty strony niemieckiej – 4 zabitych i 10 rannych). Po stronie polskiej zginął 1 żołnierz AK (kpr. Mieczysław Popiołek, ps. „Milczek”), 2 żołnierzy zostało ciężko rannych (jeden z BCh, a jeden z AK), zaś 5 zostało ranionych lekko.